# Serge Morand
Serge Morand ist eine zwischen 1983 und 1987 erschienene frankobelgische Comicserie.

## Handlung
Der ehemalige Söldner Serge Morand verdient sich seinen Lebensunterhalt als Privatdetektiv im französischen Städtchen Reims. Als er eines Morgens aufwacht, stehen bewaffnete Männer in seiner Wohnung, die ihm den Mord an einem Journalisten anzuhängen versuchen. Er kann im letzten Moment fliehen und versucht nun selbst, der Sache auf den Grund zu gehen. 

## Hintergrund
André-Paul Duchâteau schrieb die Detektivreihe. Für die Zeichnungen war Patrice Sanahujas verantwortlich. Die Serie erschien zwischen 1983 und 1987 in Circus. Glénat begann 1984 mit der Albenausgabe. Im deutschen Sprachraum veröffentlichte der Reiner Feest Verlag die ersten drei Episoden.

## Geschichten
- Plutonium (Plutonium, Circus, 1983, 46 Seiten)
- Opera Noir (Opéra noir, Circus, 1984–1985, 46 Seiten)
- Lady Rock (Lady Rock, Circus, 1985–1986, 46 Seiten)
- Le banquet des loups (Circus, 1986–1987, 46 Seiten)